# Родригес, Хорхе Агустин
Хорхе Аугустин Родригес (исп. Jorge Agustín Rodríguez; род. 15 сентября 1995, Ломас-де-Самора, Буэнос-Айрес) — аргентинский футболист, полузащитник клуба «Монтеррей».

## Клубная карьера
Родригес — воспитанник клуба «Банфилд». 8 августа 2014 года в матче против «Годой-Крус» он дебютировал в аргентинской Примере. 24 августа 2016 года в поединке Южноамериканского кубка против «Сан-Лоренсо» Хорхе забил свой первый гол за «Банфилд». В начале 2021 года Родригес перешёл в «Эстудиантес». Сумма трансфера составила 2,1 млн евро. 15 февраля в матче против «Ривер Плейт» он дебютировал за новую команду. 9 апреля 2023 года в поединке против «Индепендьенте» Хорхе забил свой первый гол за «Эстудиантес». В том же году он помог клубу выиграть Кубок Аргентины.
В начале 2024 года Родригес перешёл в мексиканский «Монтеррей». 22 января в матче против «Сантос Лагуна» он дебютировал в мексиканской Примере. 4 апреля в поединке Кубка чемпионов КОНКАКАФ против американского «Интер Майами» Хорхе забил свой первый гол за «Монтеррей».

## Достижения
Клубные
 «Эстудиантес»
- Обладатель Кубка Аргентины — 2023